# FN:s Global Compact
FN:s Global Compact bildades på uppmaning av FN:s generalsekreterare Kofi Annan 1999 vid "World Economic Forum" i Davos. Syftet var att skapa internationella principer kring mänskliga rättigheter, arbetsrättsliga frågor, miljö och korruption riktade till företag. Principerna grundar sig på FN:s deklaration om de mänskliga rättigheterna, ILO:s grundläggande konventioner om de mänskliga rättigheterna i arbetslivet, Rio-deklarationen samt FN:s konvention mot korruption. 
Ett svenskt nätverk för företag som är medlemmar i FN:s Global Compact bildades i april 2018 under namnet Global Compact Network Sweden. I mars 2019 var 313 svenska företag och organisationer registrerade medlemmar i FN:s Global Compact .